# Learco (nome)
Learco  è un nome proprio di persona italiano maschile.

## Varianti
- Maschili: Alearco
- Femminili: Learca[2]

### Varianti in altre lingue
- Bretone: Learc'hos
- Catalano: Learc[3]
- Ceco: Learchos
- Finlandese: Learkhos
- Greco antico: Λέαρχος (Léarchos)
- Francese: Léarque
- Latino: Learchus[1]
- Lituano: Learchas
- Polacco: Learch
- Russo: Леарх (Learch)
- Spagnolo: Learco[3]
- Ucraino: Леарх (Learch)

## Origine e diffusione
Deriva dal nome greco Λέαρχος (Léarchos), latinizzato in Learchus, formato da λεώς o ληός (leos, variante ionico-attica di λαός, laos, "popolo") e ἄρχειν (árchein, "comandare", "dominare") ed ha il significato di "capo del popolo", "guida del popolo", "che governa il popolo". Secondo altre interpretazioni deriverebbe invece da λέων (leōn, "leone"), e ἄρχων (arkhōn, "capo"), e potrebbe quindi significare "domatore di leoni". Tutti questi termini sono diffusi nell'onomastica di origine greca: laos si ritrova in Ermolao, Nicola, Laerte, Laodice e Menelao, arkon-archein in Narco, Archippo, Archimede, Arcangelo e Aristarco e leon in Leone, Leonzio e Leonida.
Il nome è ripreso da Learco, personaggio della mitologia greca di cui si narra anche nelle Metamorfosi di Ovidio, ma si è diffuso in Italia durante gli anni 1930, grazie alla popolarità del ciclista Learco Guerra.

## Onomastico
Il nome non è portato da alcun santo, quindi è adespota. L'onomastico può essere festeggiato il 1º novembre per Ognissanti.

## Persone

Learco Guerra

- Learco Guerra, ciclista italiano
- Learco Saporito, politico italiano

## Il nome nelle arti
- Learco è un personaggio della trilogia delle Guerre del Mondo Emerso scritta da Licia Troisi.
- Learco Ferrari è un personaggio di diversi romanzi di Paolo Nori, fra cui Le Cose non sono le cose e Bassotuba non c'è.
- Learco Pignagnoli è uno pseudonimo utilizzato da Daniele Benati e altri scrittori.